# Chaerophyllum confusum
Chaerophyllum confusum là một loài thực vật có hoa trong họ Hoa tán. Loài này được Woronow mô tả khoa học đầu tiên năm 1932.